# نصب الوطن الأم
نصب الوطن الأم (بالأوكرانية: Батьківщина-Мати)‏ نُصب تِذكاري ضَخم في العاصمة الأوكرانية كييف على الضفة اليُمنى لنهر دنيبر على أراضي المتحف الوطني لتاريخ أوكرانيا في الحرب العالمية الثانية، أُفتتحَ في 9 مايو 1981. وهو أحد أهم المعالم التي تُميز العاصمة كييف، يُعدُ أطول تمثال أثري في أوروبا، مصمم النصب هو الفنان الشعبي لاتحاد الجمهوريات الاشتراكية السوفيتية، النحات فاسيل بوروداي.

## الوصف والتَصميم
يبلغ ارتفاع تمثال التيتانيوم 62 مترًا، ويبلغ طول الهيكل الإجمالي 102 مترًا بما في ذلك قاعدته ويزن 560 طنًا. يبلغ طول السيف الموجود في اليد اليمنى للتمثال 16 مترًا ، ويزن 9 أطنان، وتحمل اليد اليسرى درعًا مقاس 13 × 8 مترًا (مزينًا في الأصل بشعار الاتحاد السوفيتي المطرقة والمنجل، ثم استبدل بشعار أوكرانيا.
تضم قاعدة التمثال المتحف الوطني لتاريخ أوكرانيا في الحرب العالمية الثانية. تعرض القاعة التذكارية بالمتحف لوحات رخامية عليها أسماء منحوتة لأكثر من 11600 جندي وأكثر من 200 عامل من الجبهة الداخلية كُرّموا خلال الحرب بلقب بطل الاتحاد السوفيتي وبطل العمل الاشتراكي. على التل الموجود أسفل المتحف، تقام عروض الزهور التقليدية. وتم تقصير سيف التمثال بمقدار أربعة أمتار من ارتفاع مشروعه. تزعم بعض المصادر أن هذا حصل ليكون طرف السيف أقل من صليب كييف بيشيرسك لافرا. ولكن في الواقع، تم ذلك لحل المشكلات الديناميكية الهوائية التي تم تحديدها أثناء اختبار نفق الرياح بواسطة متخصصين من موسكو.
بَدأ النحات يفغيني فوتشيتيتش تَطوير أول مشروع لنَصب الوطن الأم (بالروسية: Ро́дина-мать)‏ في السَبعينيات ، لكن البناء بدأ بعد ذلك بِكثير، عندما توفيِ يفغيني فوتشيتيتش في عام 1974 ، تولى المشروع النحات الأوكراني فاسيل بوروداي. غيّر المُهندس المِعماري الأوكراني تصميم التمثال وبدأ في بنائه.
كان من المُخطط في الأصل أن يرتفع تمثال برونزي بطول 90 مترًا عليه شخصية مذهبة لامرأة على قاعدة التمثال، على قاعدة التمثال من ارتفاع 30 مترًا على نهر نهر دنيبر
التمثال منحوت من صورة النحاتة الأوكرانية التي المولودة في مدينة بورزنا، النحاتة غالينا كالتشينكو.

## أعمال البناء
- بلغ ارتفاع النصب 62 متراً (من قاعدة النصب حتى النهاية العلوية للسيف) ومجهز بمصعدين فريدين أحدهما مائل والآخر عمودي.
- بلغ الارتفاع الكلي مع القاعدة 102 متر.
- بلغت الكلفة الإجمالية 2 مليون روبل سوفيتي (في العام 1981 كان سعر الصرف "1 دولار = 76 كوبيك")
- كانت الفكرة في البداية أن يكون ارتفاع النصب 100 متر (بدون القاعدة) مصنوع من الذهب ولكن رُفضت الفكرة.
- العمر الافتراضي 150 عاماً وبحالة ممتازة.
- استغرق بناء الهيكل الحديدي أكثر من سنة.
- قاعدة النُصب هي عبارة عن مبنى يتألف من ثلاث طوابق, وساحة تستوعب 3.000 شخص.
- النُصب مُدرج على قائمة اليونسكو كواحد من أجمل الأعمال الأبداعية في العالم.[5]

## صور

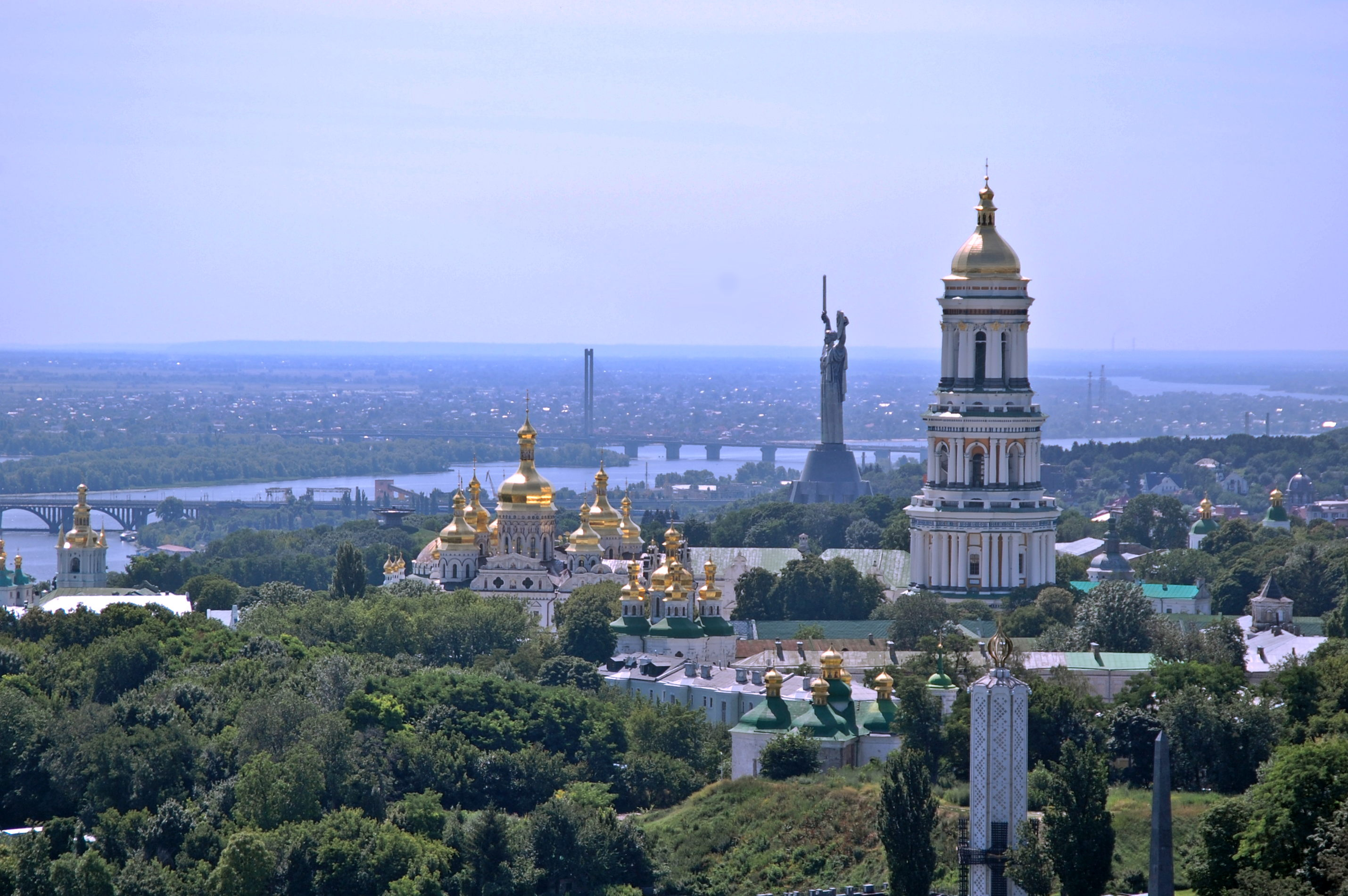
